# 臺灣省保安司令部軍法處原址

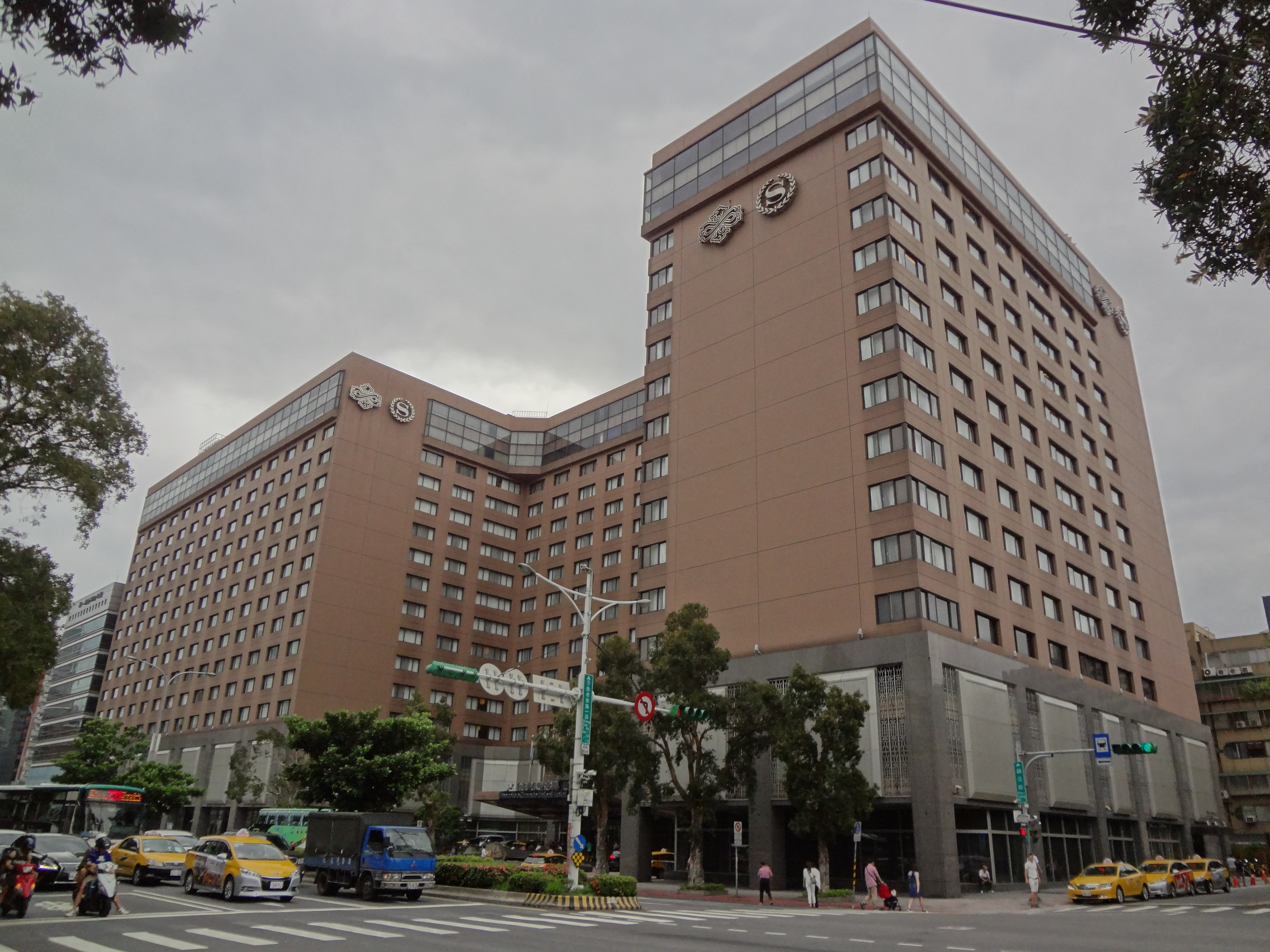
保安司令部軍法處、國防部軍法局原址，現為臺北喜來登大飯店

臺灣警備總司令部軍法處看守所，俗稱青島東路三號，是臺灣白色恐怖時期羈押政治犯的看守所，原址位於今臺北喜來登大飯店。該處原為臺灣省保安司令部軍法處的看守所，並與國防部軍法局共用建築；後來臺灣省保安司令部改組為臺灣警備總司令部，軍法處及軍法局也於1968年搬遷至景美看守所（現白色恐怖景美紀念園區），此處隨之出售並拆除原看守所。

## 歷史
此處原為清代的練兵場，日治時期市區改正後改建為陸軍經理部倉庫；戰後由臺灣省保安司令部軍法處和國防部軍法局進駐，並設置看守所，東側主要關押政治犯，西側則關押軍事犯。1950年代，這裡是臺灣省保安司令部的重要據點，是決定政治犯生死的審判場域。凌晨四、五點是恐怖時刻，沉睡寂靜中響起獄卒的腳步聲和打開鐵門的聲音，都會從夢中驚醒，在關著幾千人的大牢內大家屏氣靜息，靜聽著獄卒唸起被判死刑將被押出去執行槍決的名單。被叫到名字的人，常是從容起身，換上早備好的雪白襯衫或乾淨衣服，與牢友一一握手後，走出去被五花大綁送往刑場。:52女性政治受難者張常美於《流麻溝十五號-綠島女生分隊及其他》口述歷史中也描述到：「軍法處就是現在的喜來登大飯店，牢房分為上、下樓，是日本時代倉庫改的，女生都在二樓。有人要送到馬場町槍決的時候，我們都會醒來，因為很緊張」。:88部份判決確定的政治犯，則調派為外役勞動。內部設有洗衣、縫衣、燙衣、手工藝等可在看守所內進行作業的外役工場。:108
1958年，臺灣省保安司令部與其他相關單位合併成立臺灣警備總司令部，臺灣省保安司令部軍法處改制為臺灣警備總司令部軍法處。1968年，軍法處及軍法局遷入新北市新店區秀朗橋旁軍法學校之舊址景美看守所(今為白色恐怖景美紀念園區)，臺灣省保安司令部軍法處原址土地標售予民間後，原軍法處建築被全部拆除，並改建為商業用途，位於現臺北喜來登大飯店整個街廓（忠孝東路、林森南路、青島東路、鎮江街）。

## 復刻模型
整個遺址建築空間已消失不見，國家人權博物館透過口述訪談政治受難者陳孟和先生，從2011年至2013年間，憑藉他的記憶及美術專長，搭配1950年代空照圖及歷史照片，指導繪畫出各個空間尺寸圖，並進行模型製作，具象化呈現昔日政治犯的處置空間。:112軍法處看守所模型現展示在國家人權博物館白色恐怖景美紀念園區兵舍二展區。

## 外部連結
- 國家人權記憶庫—臺灣省保安司令部
- 不義遺址資料庫－臺灣警備總司令部軍法處看守所（青島東路3號） （页面存档备份，存于）
- 書摘：北市青島東路三號 為何遭政府列為「不義遺址」？ （页面存档备份，存于）